# Copa del Rey 1911
Desátý ročník Copa del Rey (španělského poháru) se konal od 9. dubna do 15. dubna 1911 za účasti deseti klubů.
Trofej získal počtvrté ve své historii Athletic Club, který vyhrál ve finále 3:1 Espanyol.